# Multiplier (economie)
In de economie is een multiplier de factor waarmee een endogene variabele verandert, in reactie op een verandering in enige exogene variabele. Als een verandering van één eenheid in een variabele x  ervoor zorgt dat een andere variabele y met M eenheden verandert, dan heet M de multiplier. Multipliers spelen een belangrijke rol in de keynesiaanse economie.
Een voorbeeld is de multiplier die verklaart hoe de marginale consumptiequote het nationaal inkomen beïnvloedt:
- Het nationaal inkomen is de som van consumptie en investeringen, {\textstyle Y=C+I.}[1]
- Een verandering in het nationaal inkomen is de som van veranderingen in consumptie en investeringen: {\textstyle \Delta Y=\Delta C+\Delta I.}
- De marginale consumptiequote c is het aandeel van de consumptie in deze verandering, {\textstyle \Delta C=c\Delta Y.}
- Hieruit volgt {\textstyle \Delta Y={\frac {\Delta I}{1-c}}:} De verandering in het nationaal inkomen is het product van de verandering in investering en een multiplier {\textstyle {\frac {1}{1-c}}.} Nog anders gezegd is de multiplier de inverse van de marginale spaarquote, {\displaystyle s=1-c,} dus {\textstyle \Delta Y={\frac {\Delta I}{s}}.}

Deze multiplier maakt dat het nationaal inkomen positief reageert op een toename van de consumptie door huishoudens, negatief op besparingen (het gevolg op de langere termijn is dat er minder geld overblijft om te sparen; de besparingsparadox).